# 4142 Dersu-Uzala
A 4142 Dersu-Uzala (ideiglenes jelöléssel 1981 KE) egy marsközeli kisbolygó. Zdenka Vávrová fedezte fel 1981. május 28-án. A kisbolygót Derszu Uzaláról, Vlagyimir Arszenyjev könyveinek hőséről nevezték el.